# LNWR classe 5ft 6in Tank
La Classe 5ft 6in Tank du London and North Western Railway (LNWR) est un modèle de locomotives à vapeur de disposition d'essieux 121T (2-4-2T dans la nomenclature britannique) construit de 1890 à 1897. Destinées aux trains de voyageurs régionaux, il s'ait de locomotives-tender dérivées de celles de la classe Precursor de 1874 à tender séparé. Le terme 5ft 6in fait ici référence au diamètre des roues motrices.
La quasi totalité passe au London, Midland and Scottish Railway (LMS) et les dernières sont radiées par les British Railways (BR) en 1952.

## Histoire

### Origines
En 1890, le London and North Western emploie fréquemment des locomotives à tender séparé des classes Samson, apparues en 1866, et Precursor, créées en 1874, sur les trains de voyageurs régionaux. Elles se montrent inadaptées aux petites lignes affluentes, perdant du temps en demi-tour sur les plaques tournantes ou lors de parcours tender en avant, tandis que les Samson souffrent de la petitesse de leur chaudière et leurs cylindres. Des 120 et 111 à plus grandes roues sont également employées faute de mieux tandis que les 030 à tender séparé dotées de roues d'1,50 m essaiment sur les trains locaux de plus fort tonnage.
Le LNWR dispose également de trois séries de locomotives-tender, à la vitesse de pointe inférieure :
- les 120T de la classe 2234 apparues en 1876, avec des roues de 1 435 mm de diamètre ;
- les 121T de la classe 4ft 6in de 1879, qui sont une évolution avec essieu porteur arrière ;
- les 031T à petites roues de la classe Coal Tank de 1880, destinées aux manœuvres et aux marchandises mais fréquemment attelées à des rames de voyageurs plus lourdes.

Le développement accéléré des nouvelles lignes secondaires, des dessertes périurbaines et des services omnibus sur les lignes existantes crée un besoin en nouvelles locomotives-tender à roues de grand diamètre, plus versatiles que celles à tender séparé.

### La prototype n°600
Francis Webb étant devenu un ardent partisan des locomotives compound, il crée en 1885 une locomotive-tender prototype numérotée 687 qui est en quelque sorte une version compound de la classe 4ft 6in. Pour le service des express, il réalise en 1887 une locomotive-tender no 600 employant déjà des roues de 5 pieds 6 pouces et une chaudière d'aspect fort proche, qui préfigure des aspects de la classe 5ft 6in Tank.
Sa disposition à trois cylindres compound sans bielle de liaison a été créée par Webb pour les locomotives de vitesse des classes Experiment et Dreadnought ; les deux cylindres extérieurs entrainent le second essieu moteur et expulsent la vapeur dans le grand cylindre intérieur actionnant l'essieu moteur avant. La bielle de liaison n'est pas jugée nécessaire, le mécanisme des cylindres HP étant censé guider le cylindre central, d'où une disposition qualifiée de 1111T ou 2-(2-2)-2T. En pratique, le changement de sens du cylindre BP pouvait ne pas suivre au démarrage celui des cylindres extérieurs provoquant un conflit de sens entre les roues avant et arrière. Prévue pour les express et dotée de la prise d'eau en marche, cette locomotive à la fiabilité douteuse n'est produite en série et s'éteint en 1901. La même année, Webb avait créé une locomotive fort semblable dotées de trois paires de roues de diamètre plus petit (disposition 1120T), une bielle de liaison reliait les deux seuls essieux arrière.

### Mise au point
Les 121T de la classe 4ft 6in n'ayant pas suffisamment de potentiel, l'ingénieur en chef du LNWR, Francis Webb (en), décide de partir de la petite série des Precursor, créées par lui en 1874 en combinant la chaudière des 17in Coal Engines avec un châssis et un mécanisme semblable à celle de la classe Precedent mise au point simultanément. Initialement prévues pour la difficile section entre Crewe et Carlisle, les Precursor ont des roues de 5 pieds 6 pouces (sans compter l'épaisseur des bandes de roulement).
La classe 5-foot 6-inch tank reprend tels quels la chaudière, le diamètre des roues motrices et celui de l'essieu porteur avant,. Comme sur les 4-foot 6-inch, deux caisses à eau sont positionnées de part et d'autre de la chaudière et une soute en arrière de l'abri contient le charbon et une réserve d'eau supplémentaire, le tout étant supporté par un essieu porteur additionnel de même diamètre que celui de tête.
En raison de la similarité entre les locomotives des classes Precursor et Experiment, dont est issue la no 600, le modèle peut également être présenté comme une version à simple expansion de la classe 600 dont il reprend notamment la dimension des roues et des réserves de combustible[réf. souhaitée].
Le premier prototype est réceptionné en 1890. La série comptera 160 exemplaires, sortis des ateliers de Crewe entre 1891 et 1897. Elles sont pu être surnommées Precursor Tank mais ce nom est surtout celui d'une nouvelle série de 221T apparues en 1906 comme dérivées d'une nouvelle série également appelée Precursor.

### Carrière et services effectués
Leur premier fait d'armes sera d'évincer les anciennes 120 de la classe Samson des services secondaires ; elles seront démolies au profit de nouvelles locomotives de la classe Waterloo destinées aux express en terrain accidenté. L'arrivée des 5ft 6in accompagnées de nouvelles machines à tender séparé sera également fatale aux Precursor, démolies lors de la période 1892-1895. Dans les banlieues des grandes villes, les locomotives à deux essieux sont remplacées par les 031T 18-inch Tank à partir de 1898.
Mis à part une locomotive radiée en 1907, le retrait de la série débute timidement entre 1921 et 1927 de sorte que le LMS créé en 1923 attribue de nouveaux numéros (6601-6757) à 157 locomotives ; quelques-unes radiées peu après ne les ont jamais porté. Deux sont revendues en 1930-1931 au War Department pour servir sur le chemin de fer militaire de Longmoor.
Entre 1929 et 1932, le LMS en équipe 42 de la réversibilité pour remorquer de courts trains de voyageurs avec une voiture-pilote commandée pneumatiquement. Le LNWR a mis au point des rames de deux voitures à bogies pour ce type de service surnommé auto-train ; exceptionnellement une 121T pouvait fonctionner en sandwich entre quatre voitures.
Le 28 septembre 1934, la 6632 est appliquée dans l'accident ferroviaire de Winwick (en) tractant un train local de trois voitures à bogies de Warrington à Wigan qui est percuté par l'arrière par un express de Londres à Blackpool tracté par une locomotive de la classe Prince of Wales à la suite d'erreurs du signaleur. Le chef garde du train local ainsi que neuf passagers des deux trains périssent et plusieurs personnes sont blessées, dont le mécanicien de la 6632 lorsque sa locomotive a été projetée en avant.

### Fin de carrière
À la création des British Railways en 1948, 43 machines sont prises en compte et renumérotées par l'ajout d'un 4 devant les quatre chiffres du LMS.
Les deux ultimes représentantes de la série sont radiées en 1955. Aucune n'a été préservée.

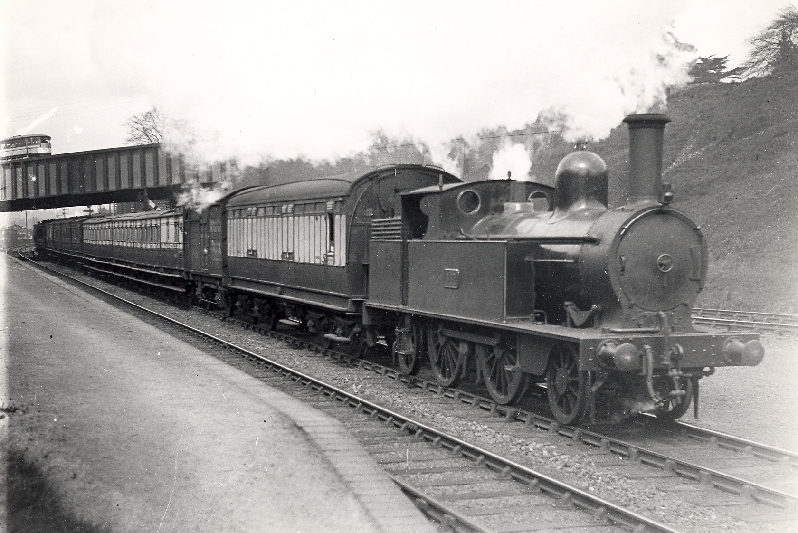
La 661 du LNWR tractant un lourd train de voyageurs pour Nuneaton.
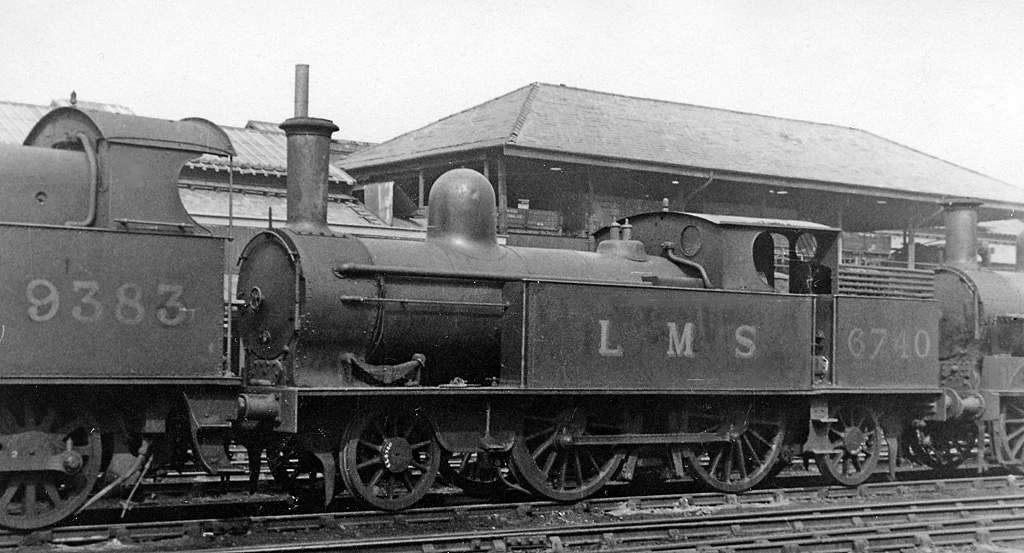
La 6740 encore en livrée LMS garée hors service à Crewe en 1948.
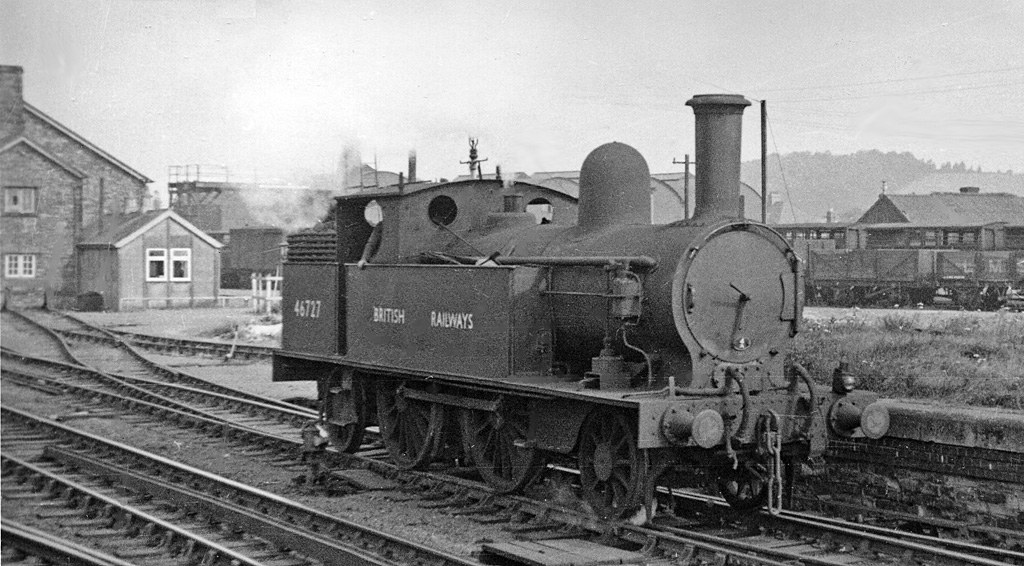
La 46727 à Craven Arms en 1949.
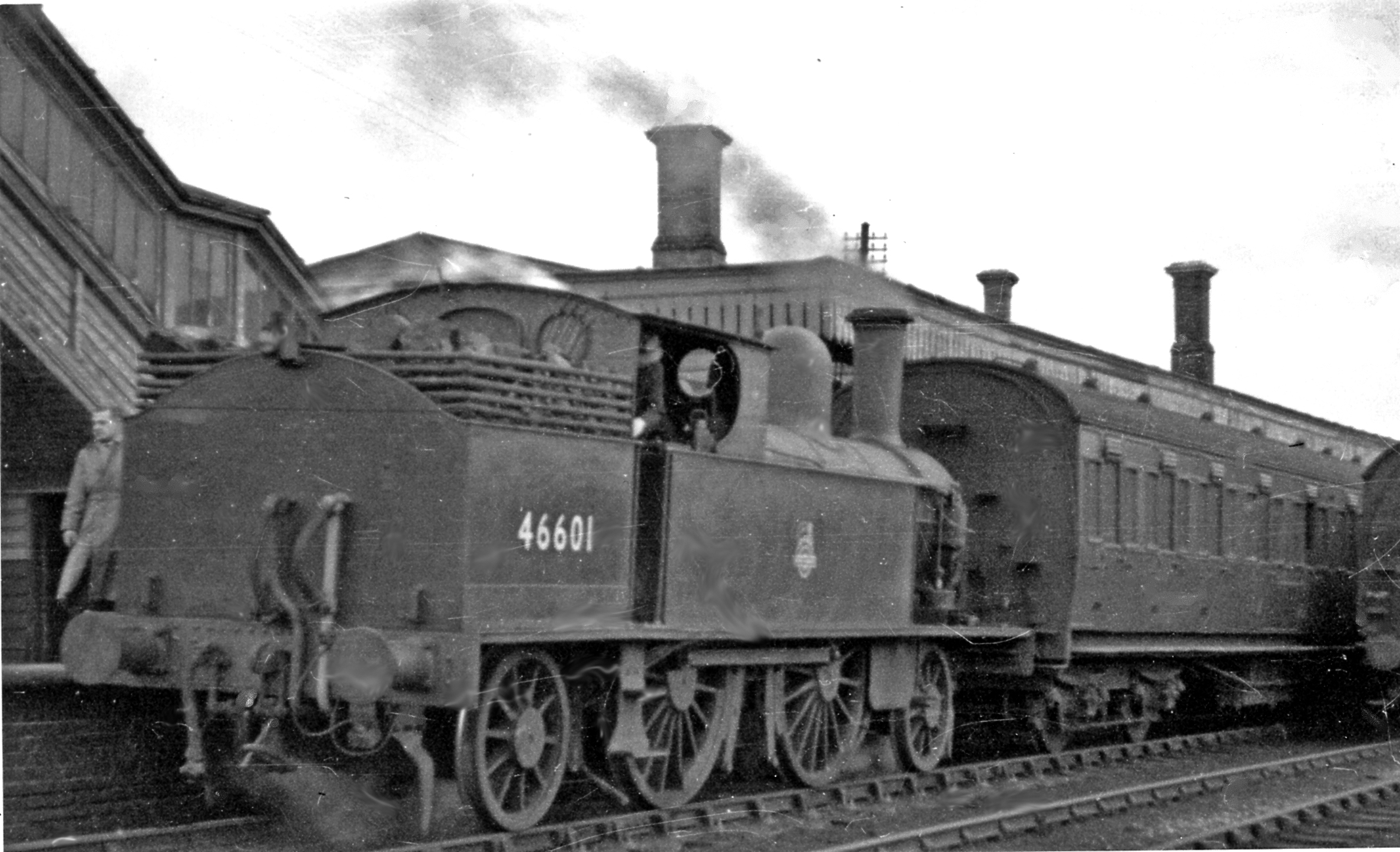
La 46601 de 1890 portant le nouvel emblème des British Railways (1953).